# Kazoku

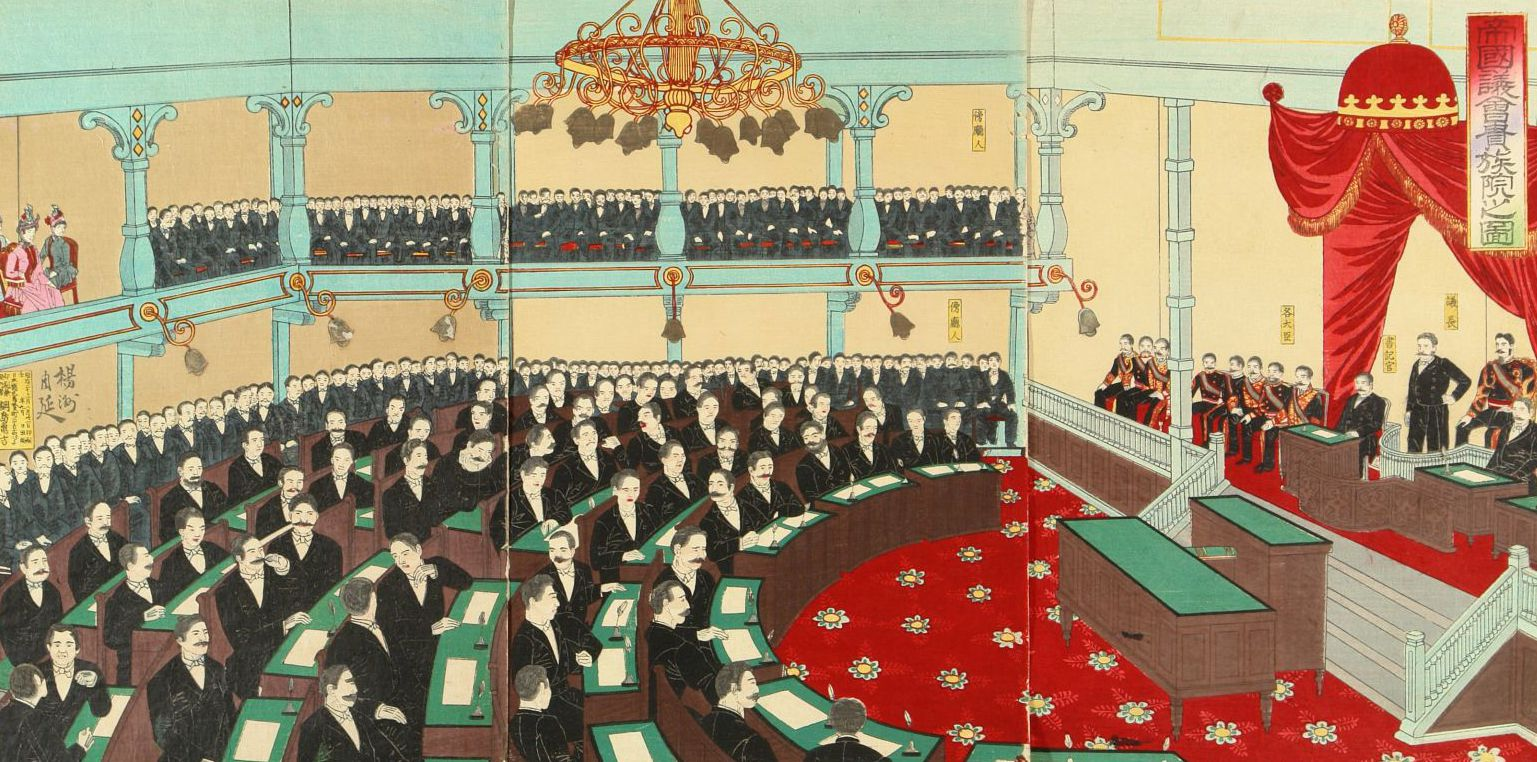
O Imperador Meiji numa sessão da Câmara dos Pares

O Kazoku (華族, O kanji para "nobre" ou "par" na língua japonesa, que também é lido similarmente a 家族, o kanji para "família") era um sistema de títulos nobiliários aristocráticos hereditários do Império Japonês entre 1869 e 1947.

## Origem
Depois da Restauração Meiji de 1868, alguns membros da antiga Corte de Kyoto (Kuge) perderam parte de seu status. Muitos membros do kuge tiveram um papel importante na Era Tokugawa e com o nascimento do Governo Meiji conseguiram encabeçar os recém-estalecidos departamentos administrativos.
A Oligarquia Meiji, como parte de suas reformas ocidentalizadoras, mesclaram o kuge com os daimyōs (senhores feudais) numa classe aristocrata estendida em 25 de julho de 1869, e reconheceram os kuges e os daimyōs existentes como uma classe social distinta das outras classes sociais designadas como shizoku (os ex-samurais) e heimin (plebeus). Itō Hirobumi, um dos principais autores da constituição Meiji, afirmava que o novo sistema nobiliário kazoku servia como «barricada» para o imperador «restaurado» e para a instituição imperial japonesa. Neste tempo, os kuge e os daimyōs eram formados por 427 famílias.
Todos os membros do kazoku que não contavam com uma designação oficial do governo eram inicialmente obrigados a residir em Tōkyō. No final de 1869, adotou-se um sistema de pensões, que gradualmente deslocou os kazoku de seus postos de governadores provinciais e de líderes do governo. Os salários prometidos pelo governo foram finalmente substituídos por títulos do governo.

## Organização

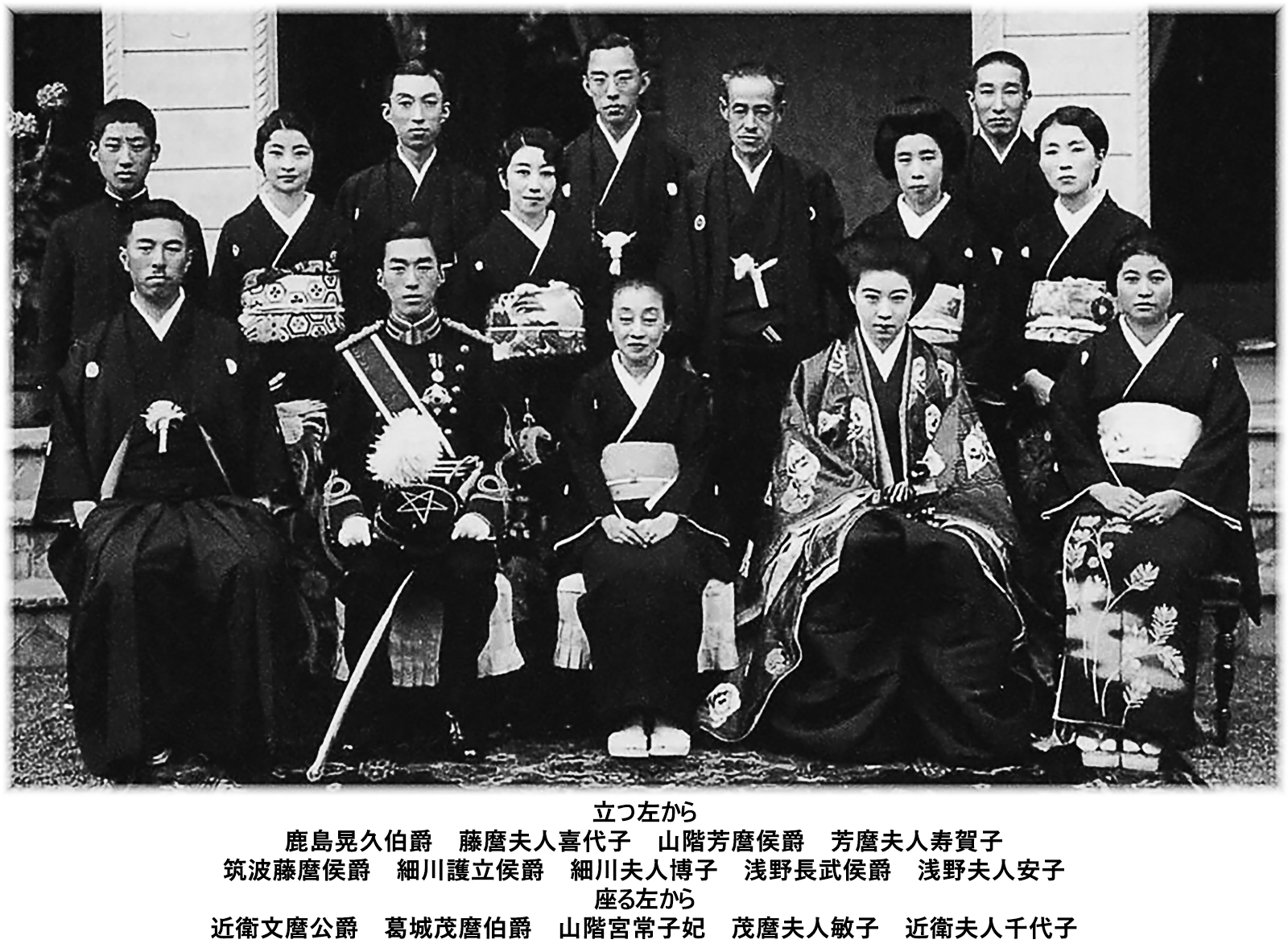
Kazoku, foto de grupo

Sob a “Lei dos Pares” de 7 de julho de 1884, desenvolvida por Itō Hirobumi depois de uma visita deste a Europa, o Governo Meiji expandiu a nobreza hereditária com a posição de kazoku como prêmio para pessoas reconhecidas por prestar excelentes serviços à nação.
O governo dividiu o kazoku em cinco títulos baseados na nobreza britânica, mas com títulos derivados da antiga nobreza chinesa:
1. Príncipe ou Duque (公爵, Kōshaku)
2. Marquês (侯爵, Hōshaku)
3. Conde (伯爵, Hakushaku)
4. Visconde (子爵, Shishaku)
5. Barão (男爵, Danshaku)[3][4]

A distribuição inicial do Kazoku para os descendentes dos clãs com Kuge dependia do cargo mais alto que algum de seus antepassados conseguiu na corte imperial. Assim, os herdeiros das cinco casas regentes (Go-Sekke) da dinastia Fujiwara (Konoe, Takatsukasa, Kujō, Ichijō e Nijō) todos se tornaram “Príncipes”. Os chefes dos outros clãs kuge (incluindo Daigo, Hamuro, Kumamoto, Hirohata, Kazan'in, Kikutei, Koga, Nakamikado, Nakayama, Oinomikado, Saga, Sanjo, Saionji, Shijō, e Tokudaiji) tornaram-se “Marqueses”. Além disso, ao chefe da antiga família do Reino de Ryukyu (Okinawa), foi dado o título de “Marquês”. Quando o Império Coreano foi anexado em 1910, a Casa de Yi foi mesclada como a realeza (王).
Excluindo os Tokugawa, a classificação inicial para a distribuição do kazoku para os ex-daimyōs dependia da receita obtida com o arroz em suas terras: aqueles com 150.000 koku ou mais se tornaram "Marqueses", aqueles com 50.000 koku ou mais “Condes” e assim por diante. O primeiro shogun, Tokugawa Yoshinobu, tornou-se um príncipe. Os chefes dos principais ramos dos Tokugawa (shinpan) tornaram-se marqueses e os chefes dos ramos secundários tornaram-se condes.
Os líderes do Clã Mōri (Domínio de Chōshū) e do Clã Shimazu (Domínio de Satsuma) foram elevados à categoria de príncipe devido ao seu papel na Restauração Meiji. O líder do Clã Yamauchi (Domínio de Tosa) recebeu o posto de marquês.
Como na nobreza britânica, apenas o titular e seu consorte eram consideradas parte do Kazoku, os titulares das duas primeiras posições, príncipe e marquês, tornavam-se automaticamente membros da Câmara dos Pares na Dieta do Japão. Condes, Viscondes e Barões elegiam 150 representantes de suas fileiras para se sentar na Câmara dos Pares.
Os títulos e as heranças eram passados conforme a primogenitura, embora os Kazoku frequentemente adotassem filhos dos ramos secundários de suas próprias casas e inclusive de outras casas para evitar que suas linhagens se extinguissem. Em 1904, uma emenda à Lei de 1.889 da Casa Imperial permitiu que os príncipes menores da família imperial renunciassem a seu status imperial e se convertessem em nobres. Inicialmente, havia onze príncipes não-imperiais ou duques, 24 marqueses, 76 condes, 324 viscondes e 74 barões, em um total de 509 nobres. Em 1928, por promoções e criações, houve um total de 954 nobres: dezoito príncipes não-imperiais ou duques, quarenta marqueses, 108 condes, 379 viscondes e 409 barões. O kazoku atingiu sua taxa mais alta em 1944, chegando a soma total de 1.016.
Em 1946, a Constituição do Japão aboliu a kazoku e o uso de todos os títulos de nobreza ou títulos fora da Família Imperial. No entanto, muitos descendentes de ex-Kazoku continuam a ocupar papéis de destaque na sociedade japonesa e na indústria.